# رضا امراللهی
رضا امراللهی (زاده‌ ۱۳۲۵ یزد) استاد دانشگاه ایرانی است که باسابقه‌ترین رئیس سازمان انرژی اتمی ایران می‌باشد. وی از سال‌ ۱۳۶۰ تا ۱۳۷۶ رئیس سازمان انرژی اتمی ایران و معاون رئیس‌جمهور برای بیش از ۱۶ سال بوده‌است. وی رئیس دانشگاه صنعتی خواجه نصیرالدین طوسی و از سال ۱۳۸۰ تا ۱۳۸۴ قائم‌مقام وزیر نیرو بود. امراللهی از خیرین مدرسه‌ساز در استان‌های محروم کشور و از پیش‌گامان ساخت مدرسه در شهرهای یزد و زاهدان می‌باشد. وی در مقطعی نامزد ریاست آژانس بین‌المللی انرژی اتمی نیز بوده‌است. او در زمره شاگردان مصطفی چمران و از یاران او در ستاد جنگ‌های نامنظم بود.

## زندگی‌نامه
رضا امرالهی در ۱۳۲۵ در یزد متولد شد. پس از گذراندن تحصیلات ابتدایی دردبستان عطار و دوره متوسطه دردبیرستان خوارزمی، کارشناسی فیزیک را از دانشگاه ملی ایران، کارشناسی ارشد مهندسی برق را از دانشگاه لامار آمریکا، مدرک دوره مهندسی هسته‌ای از مرکز تحقیقات هسته‌ای مل در بلژیک و دکترای فیزیک پلاسما را از دانشگاه پاریس دریافت نمود. (۱۳۷۳) وی پس از سال ۱۳۵۹ مسئولیت‌های متعددی درسازمان انرژی اتمی ایران پذیرفت و نیز در دانشگاه صنعتی امیرکبیر و خواجه نصیرالدین طوسی به تدریس پرداخت.

## تحصیلات رسمی و حرفه‌ای
امرالهی تحصیلات دوره ابتدایی را در دبستان شیخ عطار و دوره متوسطه را در دبیرستان خوارزمی سپری کرد. پس از گذراندن کارشناسی فیزیک در دانشگاه ملی (شهید بهشتی) (۱۳۵۰–۱۳۴۷) کارشناسی ارشد مهندسی برق هسته‌ای از دانشگاه لامار آمریکا (۱۳۵۵–۱۳۵۲)، گذراندن دوره مهندسی هسته‌ای در مرکز تحقیقات هسته‌ای مول در بلژیک (۱۳۵۷–۱۳۵۶)، دکتری فیزیک پلاسما در دانشگاه پاریس ۴ در فرانسه (۱۳۷۳–۱۳۷۰) رادر همان زمانی که مسئولیت سازمان انرژی اتمی را به عهده داشت، دریافت نمود.

## وقایع میانسالی
امرالهی درسالهای ۱۳۵۵–۱۳۵۳ در دانشگاه لامار آمریکا، درسالهای ۱۳۵۷–۱۳۵۶ در مرکز تحقیقات هسته‌ای مول در بلژیک و بین سال‌های ۱۳۷۳–۱۳۷۰ در دانشگاه پاریس مشغول به تحصیل بوده‌است. وی از سال ۱۳۵۹ نیز مسوولیت‌های متعددی را درسازمان انرژی اتمی ایران و نیز تدریس دردانشگاه‌های صنعتی امیرکبیر و خواجه نصیرالدین طوسی رابرعهده داشته‌است.

## مشاغل و سمت‌های مورد تصدی
امرالهی مناصب گوناگونی را از سال ۱۳۵۹ تاکنون داشته‌است:
- معاون امور نیروگاه‌های هسته‌ای سازمان انرژی اتمی ایران (۱۳۶۱–۱۳۵۹)
- عضو بخش ایمنی هسته‌ای سازمان انرژی هسته‌ای ایران (۱۳۷۶–۱۳۵۹)
- رئیس سازمان انرژی اتمی جمهوری اسلامی ایران (۱۳۷۶–۱۳۶۰)
- عضو هیئت دولت جمهوری اسلامی ایران ۱۳۷۶
- عضو هیئت علمی گروه فیزیک دانشگاه صنعتی امیرکبیر (۱۳۷۶–۱۳۶۴)
- ریاست دانشگاه صنعتی خواجه نصیر از سال (۱۳۷۹–۱۳۷۶)
- عضو هیئت علمی گروه فیزیک دانشگاه صنعتی خواجه نصیرالدین طوسی (تاکنون-۱۳۷۶)
- قایم مقام وزیر نیرو از ۱۳۸۰
- عضو هیئت تحریریه مجله علم و فناوری ایران و نامزد مدیر کل آژانس بین‌المللی انرژی اتمی است.
- پژوهشگر و رئیس بخش گداخت هسته‌ای (۱۳۷۶–۱۳۶۵)[۲]

## فعالیت‌های آموزشی
رضا امرالهی بین سال‌های ۱۳۷۶–۱۳۶۴ عضو هیئت علمی گروه فیزیک دانشگاه امیر کبیر و از آن پس عضو هیئت علمی گروه فیزیک دانشگاه صنعتی خواجه نصیرالدین طوسی است. رضا امراللهی رئیس دانشکده مهندسی فیزیک و انرژی دانشگاه امیرکبیر است. او همچنین دورهٔ دکترا را در دانشکده مهندسی هسته‌ای و فیزیک دانشگاه صنعتی امیرکبیر تهران راه‌اندازی کرد. او به همراه برخی از مسئولین رشتهٔ مهندسی انرژی را در مقطع کارشناسی در وزارت علوم تصویب کرد. این رشته از سال ۱۳۹۴ اولین ورودی‌ها را در دانشگاه صنعتی امیرکبیر پذیرفت.
امراللهی همچنین کتاب باریکه الکترونی در مگنترون با کاتد سرد که در واقع رساله ی دکتری  مصطفی چمران در دانشگاه برکلی است را ترجمه و منتشر کرده است.

## پروژه تحقیقاتی
دکتر رضا امرالهی مدیریت یک پروژه برای تولید انرژی پاک را در دانشگاه امیر کبیر برعهده دارد.این پروژه منجر به ساخت ماشینی به نام توکامک البرز گردیده است .این ماشین مولد پلاسماست به طور کامل در ایران طراحی و ساخته شده است. 

## شاگردان
بسیاری از فارغ التحصیلان رشتة فیزیک و مهندسی هسته‌ای دانشگاه صنعتی امیرکبیر (بین سال‌های ۱۳۹۲–۱۳۶۴) و دانشگاه صنعتی خواجه نصیرالدین طوسی از ۱۳۷۶ تا کنون، شاگردان رضا امرالهی به‌شمار می‌روند.

## چگونگی عرضه آثار
امرالهی علاوه بر ارائه بیش از صد مقاله علمی به دو زبان فارسی و انگلیسی و نیز ارائه چندین گزارش پژوهشی، هفت کتاب علمی ـ پژوهشی درزمینه‌های تخصصی خود منتشر و ترجمه کرده‌است.